# Klaus Junge
Klaus Johann Junge Dölling (Concepción, Xile, 1 de gener de 1924 - Welle, Alemanya, 17 d'abril de 1945), va ser un mestre d'escacs alemany.

## Biografia
Junge va néixer al si d'una família alemanya emigrada a Xile. El seu pare, Otto Junge, era un bon jugador d'escacs, i havia guanyat el campionat de Xile el 1922. El 1928, els pares, juntament amb els seus cinc fills, van tornar a Alemanya.
Junge era un alumne superdotat. A causa d'això, fou promocionat a cursos superiors en més d'una ocasió. Després de graduar-se a l'escola secundària, que va completar amb 17 anys, es va matricular a fer Matemàtiques a la Universitat d'Hamburg.
El pare de Junge havia estat membre del partit nazi des de 1932, i ell mateix va ser un defensor de la ideologia nacionalsocialista. Com a tinent, negant-se a rendir-se, va morir en combat contra les tropes aliades el 17 d'abril de 1945 a la batalla de Welle, sobre el Bruguerar de Luneburg, prop d'Hamburg, tres setmanes abans del final de la Segona Guerra Mundial.

## Resultats destacats en competició
De l'11 al 20 d'agost de 1939, juntament amb Wolfgang Unzicker (14 anys), Edith Keller-Herrmann (17), Rudolf Kunath (15) i Karl Krbavic (17), va jugar a Fürstenwalde (Jugendschachwoche, "Setmana Juvenil d'Escacs"), prop de Berlín.
El 1941, a l'edat de 17 anys, Klaus Junge va ser considerat un dels jugadors més forts d'Alemanya. El 1941, va guanyar el Campionat d'Hamburg. El maig de 1941, va guanyar a Bad Elster (classificatori per al Campionat Nacional d'Alemanya). L'agost de 1941, va guanyar juntament amb Paul Felix Schmidt a Bad Oeynhausen (8è Campionat Nacional d'Alemanya), tot i que va perdre el matx de desempat pel títol contra Schmidt a Bromberg (0 -3 =1). L'octubre de 1941, va ser 4t, per darrere d'Aleksandr Alekhin, Schmidt, i Iefim Bogoliúbov, a Cracòvia/Varsòvia (2n Torneig d'escacs del Govern General).
El gener de 1942, Junge va guanyar el torneig de Dresden. Aquell mateix any, va quedar 2n, per darrere de Walter Niephaus, a Leipzig. L'abril d'aquell any, va ser 2n per darrere de Carl Carls, a Rostock. El juny de 1942, va aconseguir ser 3r-4t, juntament amb Schmidt, i per darrere de darrere d'Alekhin i Paul Keres, al Torneig de Salzburg. Al setembre, va ser 7è a Múnic (1r Campionat d'Europa), guanyat per Alekhin. L'octubre de 1942, va quedar 2n, per darrere d'Alekhin, a Varsòvia/Lublin/Cracòvia (3r Torneig d'escacs del Govern General). El desembre de 1942, va vèncer, juntament amb Alekhin, a Praga (celebrat en honor del 60è aniversari d'Oldřich Duras). En 1942-43, va jugar tres torneigs per correspondència, superant entre d'altres Rudolf Teschner i Emil Joseph Diemer.
El 1946, es va celebrar a Regensburg el primer Memorial Klaus Junge. El triomf va ser per Fedor Bohatyrchuk, per davant d'Elmars Zemgalis i Wolfgang Unzicker.
Segons el Dr. Robert Hübner, Klaus Junge va ser el més gran talent dels escacs alemany del segle xx.

## Partides notables
- Alekhin - Junge, Salzburg 1942

1.d4 d5 2.c4 e6 3.Cc3 c6 4.e4 dxe4 5.Cxe4 Ab4+ 6.Cc3 c5 7.Ae3 Da5 8.Cge2 cxd4 9.Axd4 Cf6 10.a3 Ae7 11.Cg3 Cc6 12.b4 Dc7 13.Ae3 0-0 14.Ae2 b6 15.0-0 Ab7 16.Cb5 Db8 17.Dc1 a6 18.Cc3 Dc7 19.Ca4 Cd7 20.Td1 Cce5 21.f3 a5 22.Db2 axb4 23.axb4 Af6 24.Db3 b5 25.cxb5 Ad5 26.Txd5 exd5 27.Tc1 Cc4 28.Axc4 dxc4 29.Txc4 De5 30.Cc5 Cb6 31.Tc1 Cd5 32.Cge4 Cxe3 33.Dxe3 Ta1 34.Tf1 Td8 35.Cxf6+ Dxf6 36.b6 Txf1+ 37.Rxf1 Dxb6 38.De4 Db5+ 39.Rf2 Te8 40.Dd4 Db6 41.Cb3 Tb8 42.Dxb6 Txb6 43.g4 Txb4 44.Cc5 f6 45.Rg3 Rf7 46.Cd3 Td4 47.Cf4 Tc4 48.h4 Tc5 49.Ch5 g6 50.Cf4 Re7 51.h5 g5 52.Ce2 Tc4 53.Rf2 Re6 54.Cg3 Re5 55.Cf5 Rf4 56.Ce3 Tc5 57.Cg2+ Re5 58.Ce3 Rd4 59.Cd1 Tc1 60.Ce3 Tc5 61.Cd1 Rd3 62.Ce3 Te5 63.Cf1 Te2+ 64.Rg1 Ta2 65.h6 Re2 66.Rg2 Tb2 67.Cg3+ Re3+ 68.Rh3 Rxf3 69.Ch5 Tb6 0-1
- Kurt Richter vs Klaus Junge, Bad Oeynhausen 1941, Campionat d'Alemanya, A45, 0–1 Atac Trompowsky
- Klaus Junge vs Paul Mross, Cracòvia 1941, E47, 1–0 Defensa Nimzo-Índia, Sistema Rubinstein
- Aleksandr Alekhin vs Klaus Junge, Salzburgo 1942, D31, 0–1 Defensa semieslava, gambit Marshall
- Klaus Junge vs Čeněk Kottnauer, Praga 1942, D46, 1–0 gambit de dama, Semieslava
- Klaus Junge vs Emil Josef Diemer, XVII.corr. torneig 1942–43, C34, 1–0 gambit de rei acceptat
- Klaus Junge vs Walter Sahlmann, Hamburg 1944, B84, 1–0 Defensa siciliana, Scheveningen (Paulsen), variant clàssica